# Pseudovelleda pulchra
Pseudovelleda pulchra är en skalbaggsart som beskrevs av Stefan von Breuning 1936. Pseudovelleda pulchra ingår i släktet Pseudovelleda och familjen långhorningar. Inga underarter finns listade i Catalogue of Life.